# Bygger’n
Bygger'n er en norsk byggemarkedskæde med 86 butikker i Norge. Forretningskæden blev etableret i 1991 og ejes af byggematerialevirksomheden E.A. Smith. Bygger'ns omsætning var i 2023 på 3,7 mia. norske kroner.